# Ad-Dumajr
Ad-Dumajr (arab. ضمير) – miasto w Syrii, w muhafazie Damaszek. W 2004 roku liczyło 24 223 mieszkańców.